# Baylor Bears

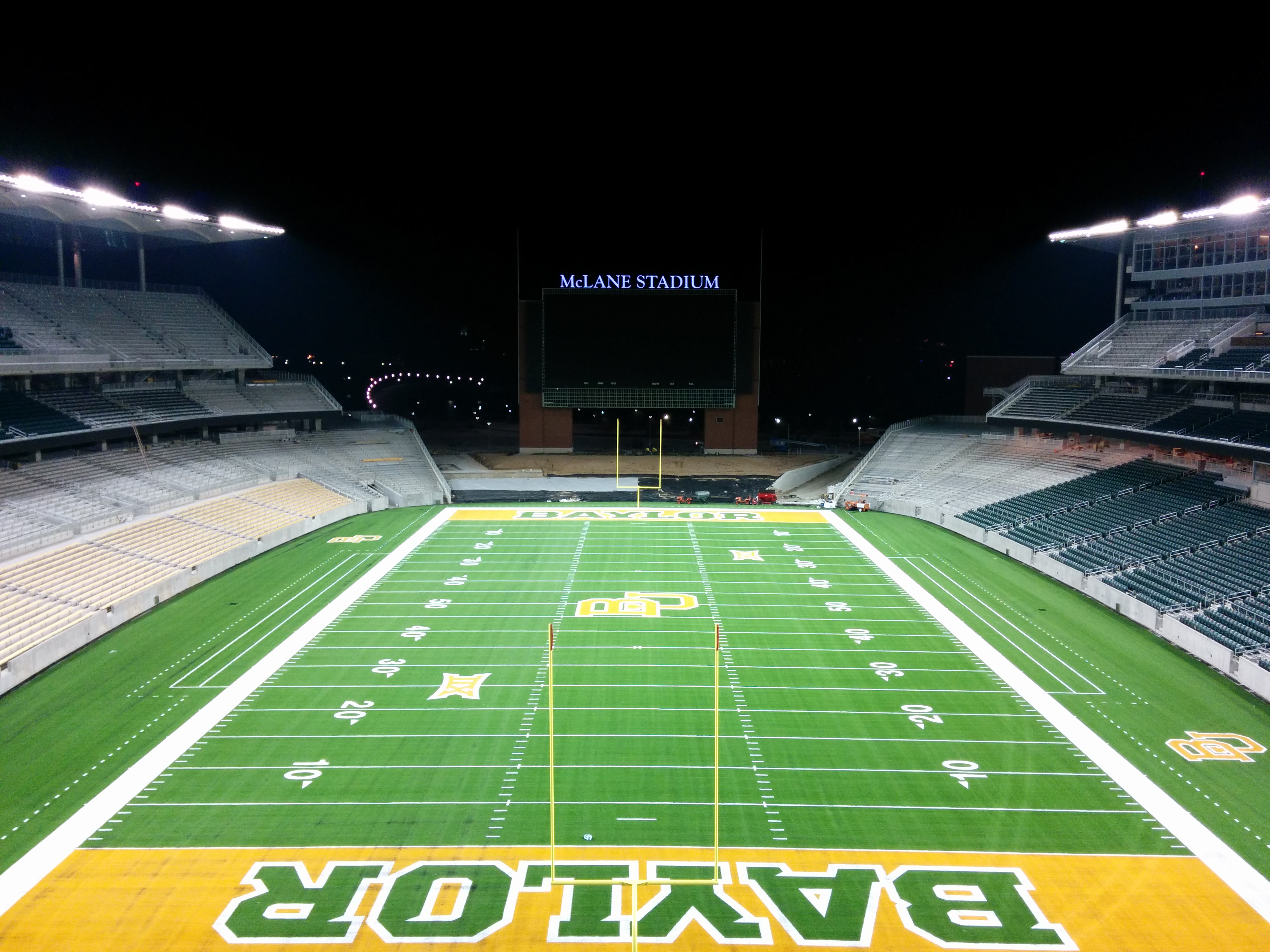
McLane Stadium.

Baylor Bears (Osos de Baylor) es el nombre de los equipos deportivos de la Universidad Baylor en Waco (Texas). Los equipos de los Bears participan en las competiciones universitarias organizadas por la NCAA, y forman parte de la Big 12 Conference desde 1996.
Los equipos femeninos de esta universidad fueron conocidos históricamente como Lady Bears. Sin embargo, los equipos femeninos dejaron de usar "Lady" con el tiempo, y los últimos tres deportes que todavía usan "Lady Bears", baloncesto, fútbol y voleibol, cambiaron a "Bears" en el año académico 2021-22.

## Equipos
Baylor tiene 19 equipos oficiales
| Masculino: - Atletismo al aire libre - Atletismo cubierta - Baloncesto - Béisbol - Campo a través - Fútbol americano - Golf - Tenis | Femenino: - Acrobacia y Tumbling - Atletismo al aire libre - Atletismo cubierta - Baloncesto - Campo a través - Equitación - Fútbol - Golf - Tenis - Sóftbol - Voleibol |

## Deportes

### Béisbol
El equipo de béisbol es uno de los programas deportivos más exitosos de Baylor. Desde su entrada en la Big 12 Conference, Baylor tiene uno de los mejores récords de la conferencia bajo la tutela del entrenador Steve Smith previamente, y de Steve Rodriguez actualmente.

### Baloncesto
Baylor ganó tres campeonatos nacionales de baloncesto femenino de la NCAA en 2005, 2012 y 2019, entrenadas por Kim Mulkey. Mulkey se convirtió en la primera entrenadora y tercer entrenador en la historia en ganar el campeonato nacional como entrenador y como jugador, junto con Dean Smith y Bob Knight.
El equipo masculino han ganado cinco títulos de la Southwest Conference, y han alcanzado la Elite Eight en 1946, 2010 y 2012, y la Final Four en 1948, 1950 y 2021. En 1948 llegaron a la final del campeonato nacional, pero perdieron ante Kentucky Wildcats por 58-42. No fue hasta 2021 cuando lograron su primer campeonato nacional, tras derrotar al gran favorito, Gonzaga en la final.
Varios Bears han llegado a jugar en la NBA y la WNBA, destacando a David Wesley, Vinnie Johnson, Darryl Middleton, Brittney Griner o Ekpe Udoh.

### Fútbol americano
Los Bears ha ganado siete campeonatos de fútbol americano en la SWC y dos en la Big 12 en 2013 y 2014. También ha ganado diez bowls de postemporada, entre ellos el Sugar Bowl 1956 y el Peach Bowl 1979. Entre sus graduados se destaca Mike Singletary, ocho veces All-Pro de la NFL.